# Stockholm Open 2000 - Qualificazioni doppio
Le qualificazioni del doppio  dello  Stockholm Open 2000 sono state un torneo di tennis preliminare per accedere alla fase finale della manifestazione. I vincitori dell'ultimo turno sono entrati di diritto nel tabellone principale. In caso di ritiro di uno o più giocatori aventi diritto a questi sono subentrati i lucky loser, ossia i giocatori che hanno perso nell'ultimo turno ma che avevano una classifica più alta rispetto agli altri partecipanti che avevano comunque perso nel turno finale.
Le qualificazioni del doppio del torneo Stockholm Open 2000 prevedevano 4 coppie partecipanti di cui una è entrata nel tabellone principale.

## Teste di serie
1. Sjeng Schalken /  Peter Tramacchi (ultimo turno)

1. George Bastl /  Harel Levy (primo turno)

## Qualificati
1. Robert Lindstedt  /   Fredrik Loven

## Tabellone

### Legenda
| - Q = Qualificato - WC = Wild card - LL = Lucky loser | - ALT = Alternate - SE = Special Exempt - PR = Protected Ranking | - w/o = Walkover - r = Ritirato - d = Squalificato |

|  | Primo turno | Primo turno                    | Primo turno                    | Primo turno | Primo turno |  |  | Ultimo turno | Ultimo turno                   | Ultimo turno | Ultimo turno | Ultimo turno |  |
|  |             |                                |                                |             |             |  |  |              |                                |              |              |              |  |
|  | 1           | Sjeng Schalken Peter Tramacchi | Sjeng Schalken Peter Tramacchi | 6           | 6           |  |  |              |                                |              |              |              |  |
|  |             | Jonas Fröberg Robin Söderling  | Jonas Fröberg Robin Söderling  | 1           | 2           |  |  | 1            | Sjeng Schalken Peter Tramacchi | 3            | 7            | 3            |  |
|  |             | Robert Lindstedt Fredrik Loven | 7                              | 3           | 6           |  |  |              | Robert Lindstedt Fredrik Loven | 6            | 6(0)         | 6            |  |
|  | 2           | George Bastl Harel Levy        | 5                              | 6           | 1           |  |  |              |                                |              |              |              |  |